# Liên đoàn bóng đá Andorra
Liên đoàn bóng đá Andorra (tiếng Catalunya: Federació Andorrana de Futbol) là tổ chức quản lý, điều hành các hoạt động bóng đá ở Andorra. Liên đoàn quản lý đội tuyển bóng đá quốc gia Andorra, tổ chức các giải bóng đá như vô địch quốc gia và cúp quốc gia. Liên đoàn bóng đá Andorra gia nhập FIFA năm 1996 và UEFA năm 1994.